# Gerhard W. Back

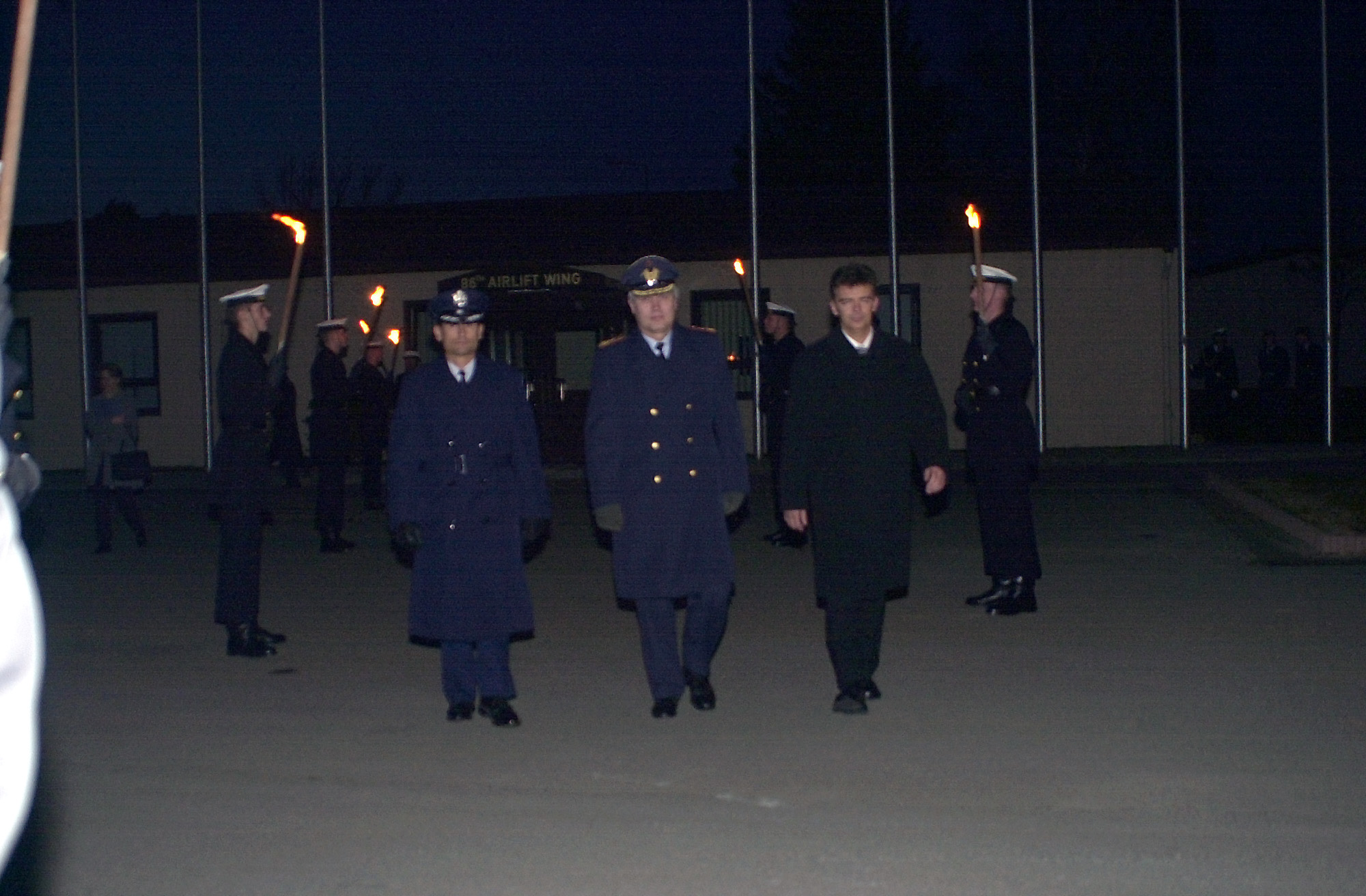
Generalleutnant Back (Mitte) mit US-General Mark A. Volcheff (links) und Bürgermeister Klaus Layes, 2002

Gerhard W. Back (* 10. Dezember 1944 in Mannheim) ist ein General a. D. der Luftwaffe. Er war von 2001 bis 2003 Inspekteur der Luftwaffe und von 2004 bis 2007 Commander-in-Chief des Allied Joint Force Command Brunssum in den Niederlanden.

## Militärische Laufbahn
Back trat 1965 in den Dienst der Luftwaffe und absolvierte bis 1969 die Offizierausbildung sowie in den Vereinigten Staaten die Ausbildung zum Strahlflugzeug-Führer. Während dieser Verwendung wurde er 1967 zum Leutnant und 1969 zum Oberleutnant befördert. Von 1969 bis 1976 war er Einsatzflugzeugführer auf dem Flugmuster RF-4E „Phantom“ und Einsatzoffizier im Aufklärungsgeschwader 52 in Leck. Während dieser Zeit wurde er 1972 zum Hauptmann befördert. Danach diente er bis 1978 als Ordonnanzoffizier beim Inspekteur der Luftwaffe im Bundesministerium der Verteidigung in Bonn. 1978 zum Major befördert, absolvierte er bis 1980 den 23. Generalstabslehrgang Luftwaffe an der Führungsakademie der Bundeswehr in Hamburg, wo er zum Offizier im Generalstabsdienst ausgebildet wurde, und diente danach, 1980 zum Oberstleutnant befördert, vom 1. Juli 1980 bis 10. März 1983 als Staffelkapitän der 2. Staffel des Aufklärungsgeschwaders 52.
Von 1983 bis 1984 diente Back als Referent für operative Grundsatzangelegenheiten (Stabsabteilung III 1) im Führungsstab der Luftwaffe und danach bis 1986 als Abteilungsleiter (A3) im Kommando der 1. Luftwaffendivision in Meßstetten. Anschließend wurde er von 1986 bis 1988 als stellvertretender Kommodore im Aufklärungsgeschwader 51 „Immelmann“ in Bremgarten eingesetzt. Nachdem er 1988 zum Oberst befördert worden war, übernahm er diesen Verband als Kommodore. Diesen Posten hatte er bis 1990 inne und übernahm dann den Posten des Abteilungsleiters für Planung und Operation im Luftflottenkommando in der Kölner Luftwaffenkaserne Wahn.
1992 wurde Back zum Brigadegeneral befördert und begleitete in Berlin bis 1994 als stellvertretender Leiter des Deutschen Verbindungskommandos zu den Sowjetischen Streitkräften in Deutschland die Vorbereitungen zum Abzug der russischen Truppen. Von 1993 bis 1994 nahm er in Kanada an einem Lehrgang des National Defense College teil, wurde 1994 zum Generalmajor befördert und übernahm bis 1999 das Kommando über das Lufttransportkommando in Münster. Nachdem er 1999 zum Generalleutnant befördert worden war, übernahm er bis 2000 den Posten des Kommandierenden Generals des Luftwaffenkommandos Nord in Kalkar. Im Oktober 2000 wurde Back dann stellvertretender Inspekteur der Luftwaffe und folgte dem Inspekteur der Luftwaffe, Generalleutnant Rolf Portz am 1. April 2001 nach. Diesen Posten hatte er bis zum Dezember 2003 inne. Im Jahre 2004 wurde Back dann zum General befördert und übernahm im Januar desselben Jahres als Oberbefehlshaber die Allied Forces North (AFNORTH) der NATO. Dieses Hauptquartier in Brunssum, dem sämtliche Land- und Luftstreitkräfte der NATO in Nord- und Mitteleuropa unterstehen, wurde im Rahmen weiterer Umstrukturierungen dann zum heutigen Allied Joint Force Command Brunssum umbenannt. Am 26. Januar 2007 gab Back dieses Kommando an General Egon Ramms ab und ging in den Ruhestand.
Back ist verheiratet, katholisch und hat zwei Söhne.